# Eu, Carolina
Eu, Carolina: a história verdadeira é um livro biográfico lançado em 2006, onde são relatados os acontecimentos vividos por Carolina Salgado desde a altura em que, trabalhando num bar de alterne, conheceu Pinto da Costa, até ao fim da relação com ele.
Desde o seu inicio foi envolto em polémica, ao trazer a público acusações de tráfico de influências, corrupção e agressões fortuitas no mundo do desporto por parte de elementos ligados ao FC Porto, em especial pelo seu ex-companheiro e presidente do Clube, e que prontamente foram recusadas pelos visados todas as acusações. O Ministério Público considerou sérias e fundamentadas as descrições feitas no livro, tendo levado a cabo a re-abertura do processo Apito Dourado, baseado nos novos factos descritos no livro.

## Controvérsia
Com a reabertura do processo Apito Dourado, baseado nas informações de Carolina Salgado, o livro catapultou para os tops de vendas. Contudo, ao longo do tempo, a autora foi sendo desacreditada. Primeiramente, surgiram rumores de que a autora não fora Carolina Salgado, mas sim uma professora de português, Maria Fernanda de Freitas, redigindo uma primeira versão do livro a partir de depoimentos de Carolina Salgado. Posteriormente surgiram inúmeros rumores e acusações de que Luís Filipe Vieira, teria não só patrocinado com 20 mil euros o livro, mas igualmente manipulado as afirmações de Carolina perante a justiça. No livro, Carolina revela ainda que a mando de Pinto da Costa contratou capangas para agredirem Ricardo Bexiga, contudo, em posteriores declarações ao Ministério Público, a mesma não confirmou a afirmação.
Sendo um elemento considerado importante na compreensão do sub-mundo desportivo em Portugal, o livro foi adaptado para o cinema com o titulo de Corrupção.